# Dom von Trient

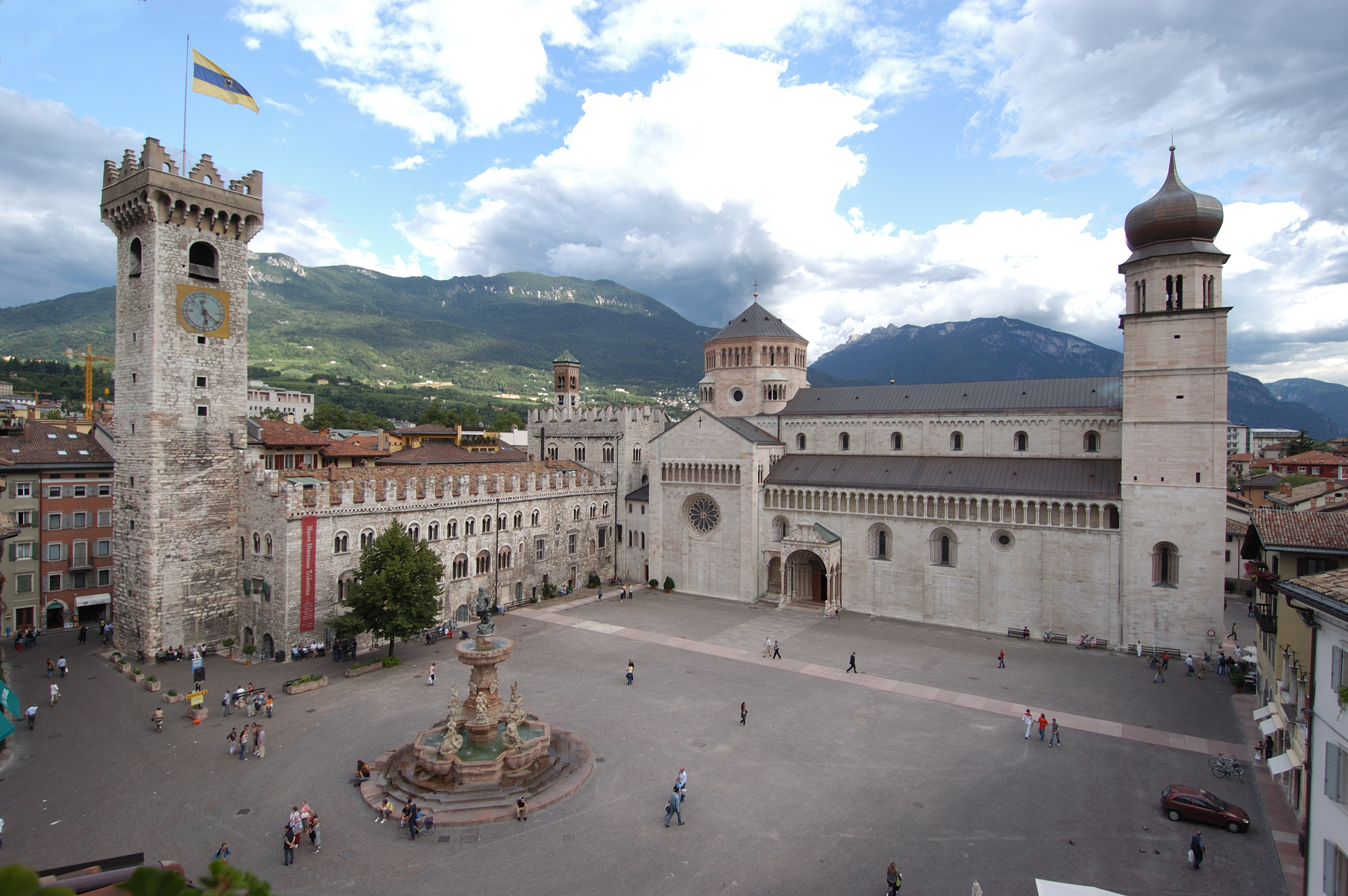
Der Dom neben dem Palazzo Pretorio, dem heutigen Tridentinischen Diözesanmuseum, und dem Torre Civica

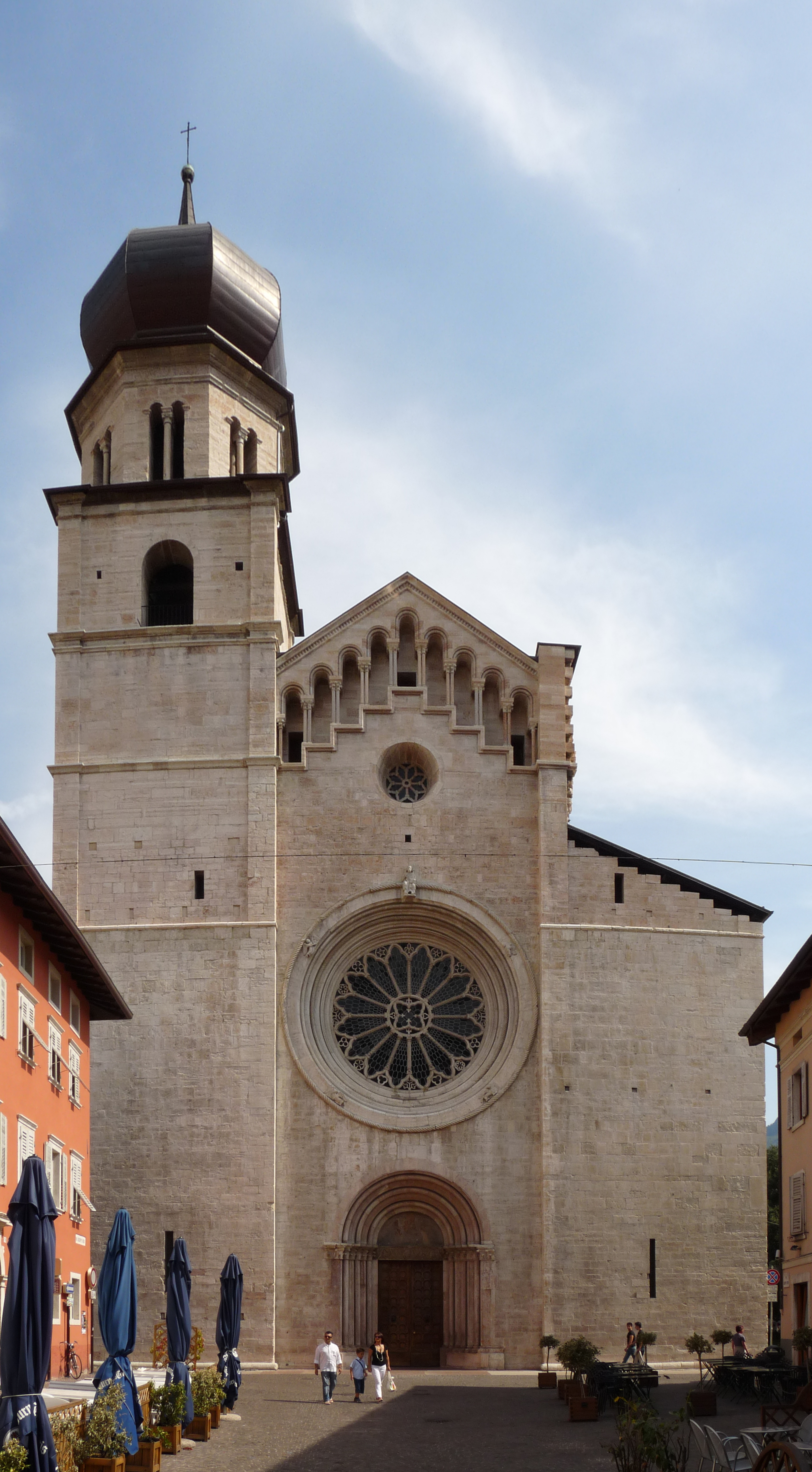
Westfassade der Kathedrale

Der Dom von Trient, auch Kathedrale San Vigilio (italienisch Cattedrale di San Vigilio), ist die Kathedrale des Erzbistums Trient in der norditalienischen Stadt Trient und trägt den Titel einer Basilica minor. Er wurde über dem antiken Grab des Stadtheiligen Vigilius gebaut, das ursprünglich vor den Mauern der römischen Stadt lag. In der Kathedrale San Vigilio wurden die Dekrete des Konzils von Trient erlassen, das dort von 1545 bis 1563 tagte und historische Bedeutung für die Gegenreformation hat. Die Kathedrale ist ein Beispiel des lombardisch-romanischen Stils am Übergang zur Gotik.

## Geschichte

### Frühchristliche Basilika

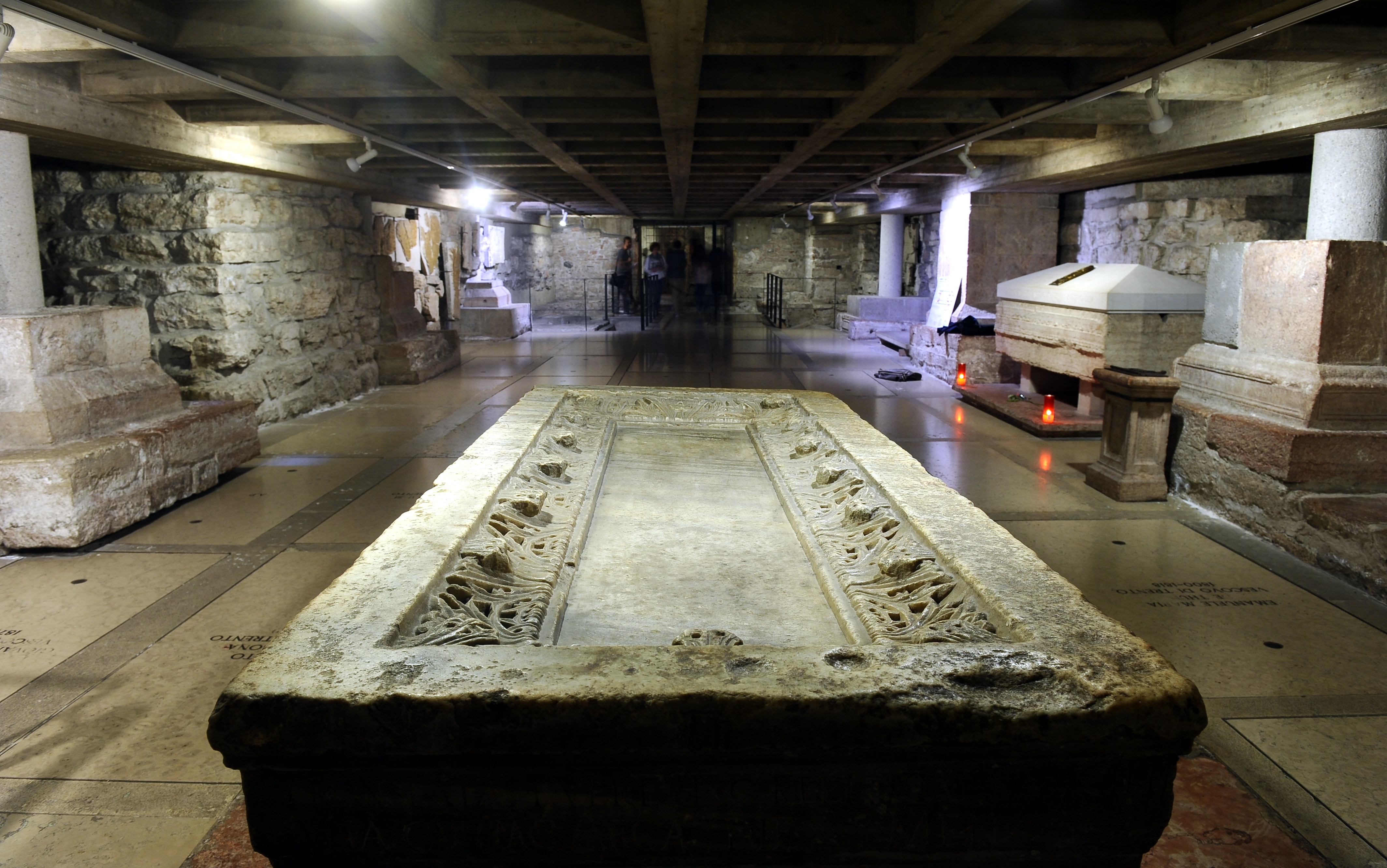
Ausgrabungen der frühchristlichen Basilika

Die archäologischen Grabungen der Jahre 1964 bis 1977 brachten die Überreste der frühchristlichen Basilika San Vigilio ans Licht, die außerhalb der städtischen Umfriedung gegen Ende des 4. Jahrhunderts aus Mauerteilen früherer profaner Gebäude errichtet worden war. Die Basilika geht auf die Grabstätte der Missionare aus Kappadokien Sisinnius, Martyrius und Alexander zurück, die am 29. Mai 397 im Nonstal (italienisch: Val di Non) an der Stelle der heutigen Basilika Santi Martiri Anauniesi von Heiden ermordet worden waren. Auch Vigilius, der dritte Bischof und Stadtpatron von Trient, wurde neben den drei Märtyrern bestattet.
Die antike Kultstätte hatte von Anfang an die Rolle einer Wallfahrtskirche und Gedenkstätte. Als der Bischofspalast im 9. oder 10. Jahrhundert in unmittelbare Nähe verlegt wurde, bekam das Kirchengebäude auch die Funktion der städtischen Kathedrale. Gemäß der klassischen Typologie einer frühchristlichen Basilika besaß die Kirche ein Atrium oder eventuell einen viergeteilten Portikus vor der Frontfassade. Diese wurde ihrerseits von drei Türen durchbrochen, von denen die mittlere noch heute in Funktion ist. Die antike Basilika war etwa 43 Meter lang und 14 Meter breit – ein beachtliches Ausmaß für ein einschiffiges Kirchengebäude.
Der Boden der Basilika war nahezu vollständig mit Grabstätten bedeckt, die auf das Grab des Stadtpatrons ausgerichtet waren. An der Abgrenzung des Chorraums, die noch heute von einer Stufe in rotem Stein markiert wird, sind quadratische Einlassungen zu sehen, welche die kleinen Pilaster der Chorschranken aufnahmen. Ganz in der Nähe wurden auch Überreste von Mosaiken des Fußbodens entdeckt.
Im 9. Jahrhundert wurden zwei mit Apsiden versehene Kapellen errichtet; zur gleichen Zeit wurde das Langhaus in drei Schiffe gegliedert, der Chorraum erhöht und darunter eine Krypta angelegt. Die letzten Maßnahmen wurden schließlich von Bischof Altmann durchgeführt, der am 18. November 1145 die Kirche in Gegenwart des Patriarchen Pilgrim von Aquileia weihte.
Die archäologische Präsentation dieser frühchristlichen Basilika des heiligen Vigil untersteht der Leitung des Diözesanmuseums. Dieses ist im ehemaligen Palazzo Pretorio untergebracht, der die hochmittelalterliche Residenz der Bischöfe war und sich rechtwinklig an die Kathedrale anschließt. Vom nördlichen Querschiff der Kathedrale gelangt man in diese unterirdische frühchristliche Basilika, die über viele Jahre hinweg ausgegraben wurde.

### Romanische Basilika

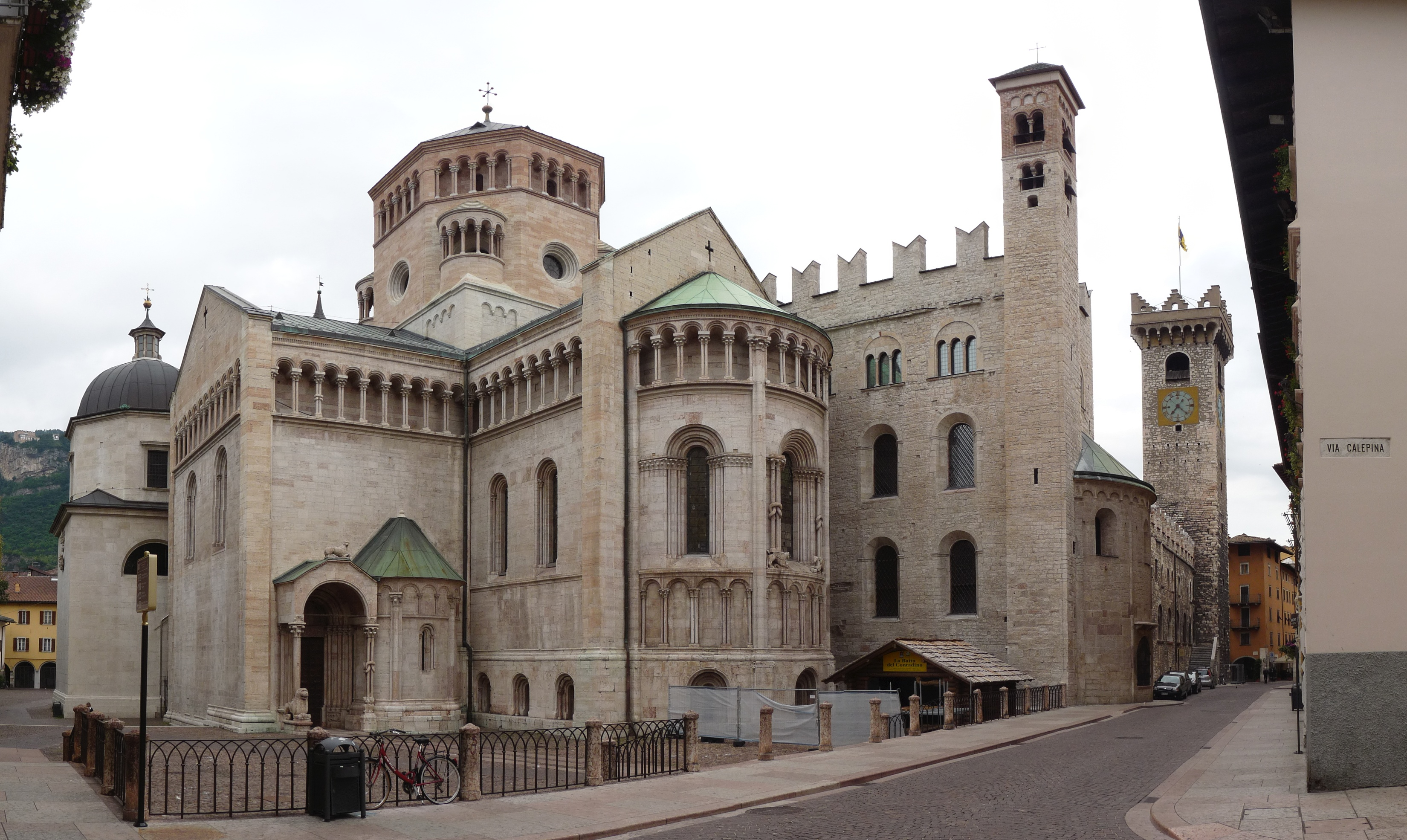
Die Kathedrale von Osten mit dem an der Apsis angrenzenden Castelletto und dem schmalen Glockenturm S. Romedio

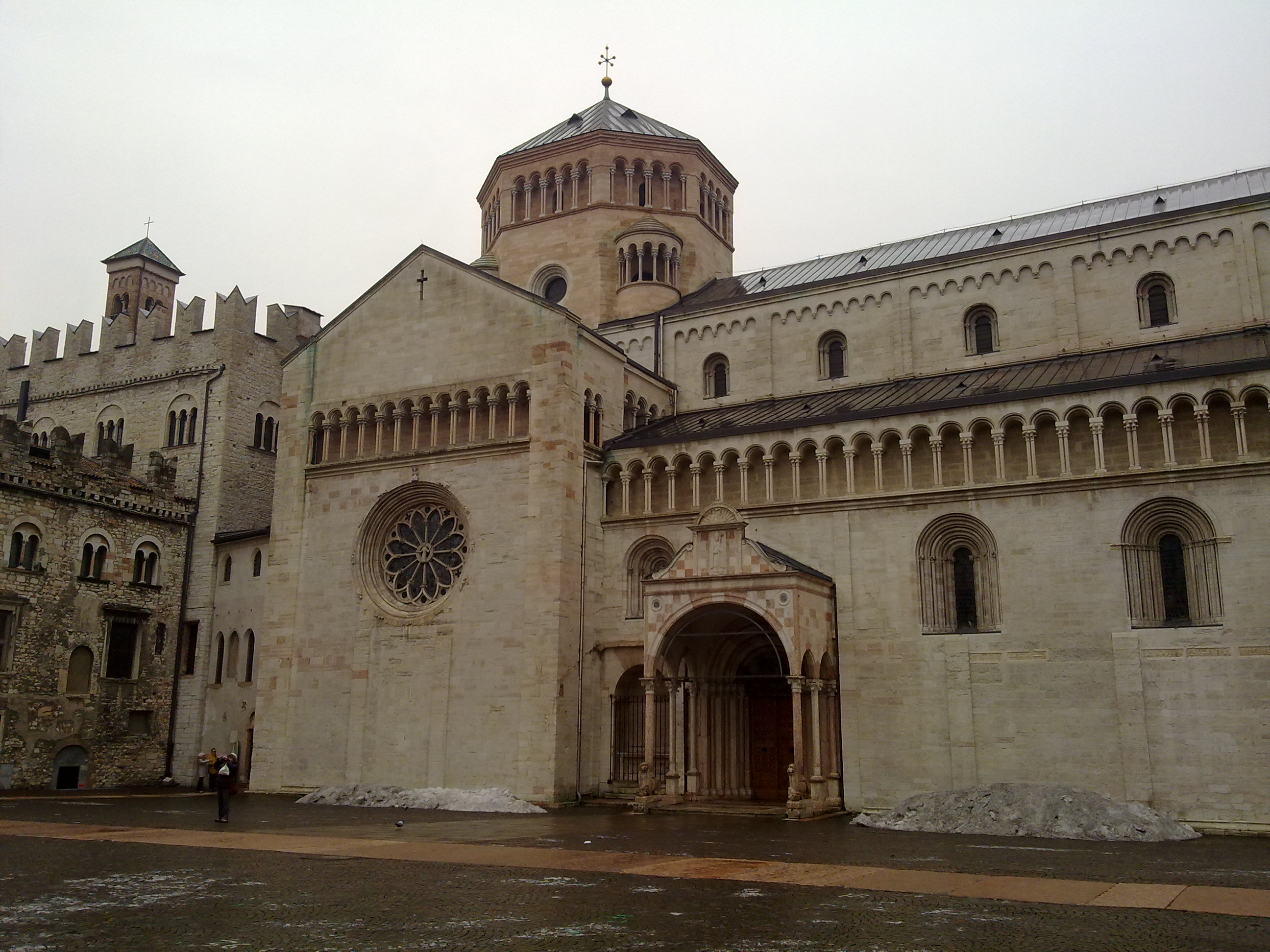
Die Nordseite der Kathedrale

Bischof Friedrich von Wangen (1207–1218) entschloss sich, den Dom von Grund auf neu zu bauen und das Projekt an die von Adam von Arogno geführten Magistri Comacini zu vergeben, was durch eine lateinische Inschrift mit der Jahreszahl 1212 in der Apsis belegt wird. Die Grundsteinlegung durch den Bischof erfolgte am 29. Februar 1212. Der von Adam von Arogno begonnene Kirchenbau wurde von seinen Nachkommen weitergeführt und abgeschlossen. Beim Tod Wangens stockte das Vorhaben. Es wurde allerdings im Wesentlichen von seinen Nachfolgern übernommen, die den Bau fortsetzten und dabei die Hauptmerkmale des Bauplans beibehielten:
- drei Kirchenschiffe, durch Pfeiler mit gebündelten Halbsäulen getrennt,
- das vorspringende Querschiff, das Licht hereinlässt,
- das sehr tiefe Presbyterium östlich der Vierung und die halbkreisförmige Apsis,
- zwei Glockentürme, von denen nur einer fertiggestellt wurde,
- Säulenkapitelle, die wie Knospen geformt sind.

1236 starb der Meister Adam von Arogno, auf ihn folgte sein Sohn Enrico. Inzwischen flossen die Gelder spärlicher und der Bau ging verlangsamt weiter.
Am Ende des 13. Jahrhunderts wurde das nördliche Querschiff mit einer Rosette geschmückt, die auch als „Glücksrad“ bezeichnet wird. Die Rosette ist ein Zwölf-Speichen-Rad, das aus recht schlanken Speichen besteht. In der Mitte des Rades ist eine gekrönte Figur dargestellt, die in eine lange Tunika gekleidet ist. Um die Rosette herum sind Figuren angebracht, die wohl den „ungewissen Lauf der Welt und des Schicksals“ darstellen sollen.
Zwischen 1305 und 1307 leitete Egidio da Campione die Arbeiten und baute die südliche Seite der Kathedrale und den unteren Teil des Glockenturms. 1321 vollendete der Sohn von Egidio, Bonino da Campione, die Rosette und fügte dem Kirchenbau gotische Elemente hinzu.
Das Bischofsportal wurde zur Zeit des Fürstbischofs Bernhard von Cles wiederhergestellt, der sein eigenes Wappen hinzufügen ließ. Unter Bernhard von Cles baute Lucio da Como die Kuppel.
Am 4. Februar 1508 wurde Kaiser Maximilian I. in der Kathedrale gekrönt, nachdem ihm die Republik Venedig den Weg nach Rom zur Kaiserkrönung versperrte und Maximilian Trient bewusst als Ort der Brücke zwischen dem Kaiserreich und dem päpstlichen Rom wählte.
Giuseppe Alberti fügte in die romanischen Formen der Kathedrale eine barocke Struktur ein. So 1682 wurde unter ihm die überkuppelte Kreuzkapelle erbaut. 1739 schufen die beiden aus Castione stammenden Bildhauerbrüder Domenico und Antonio Giuseppe Sartori den Baldachin über dem Altar, der den von Bernini im Petersdom nachempfunden ist; der alte romanische Altar wurde entfernt.

## Architektur

### Außenbau

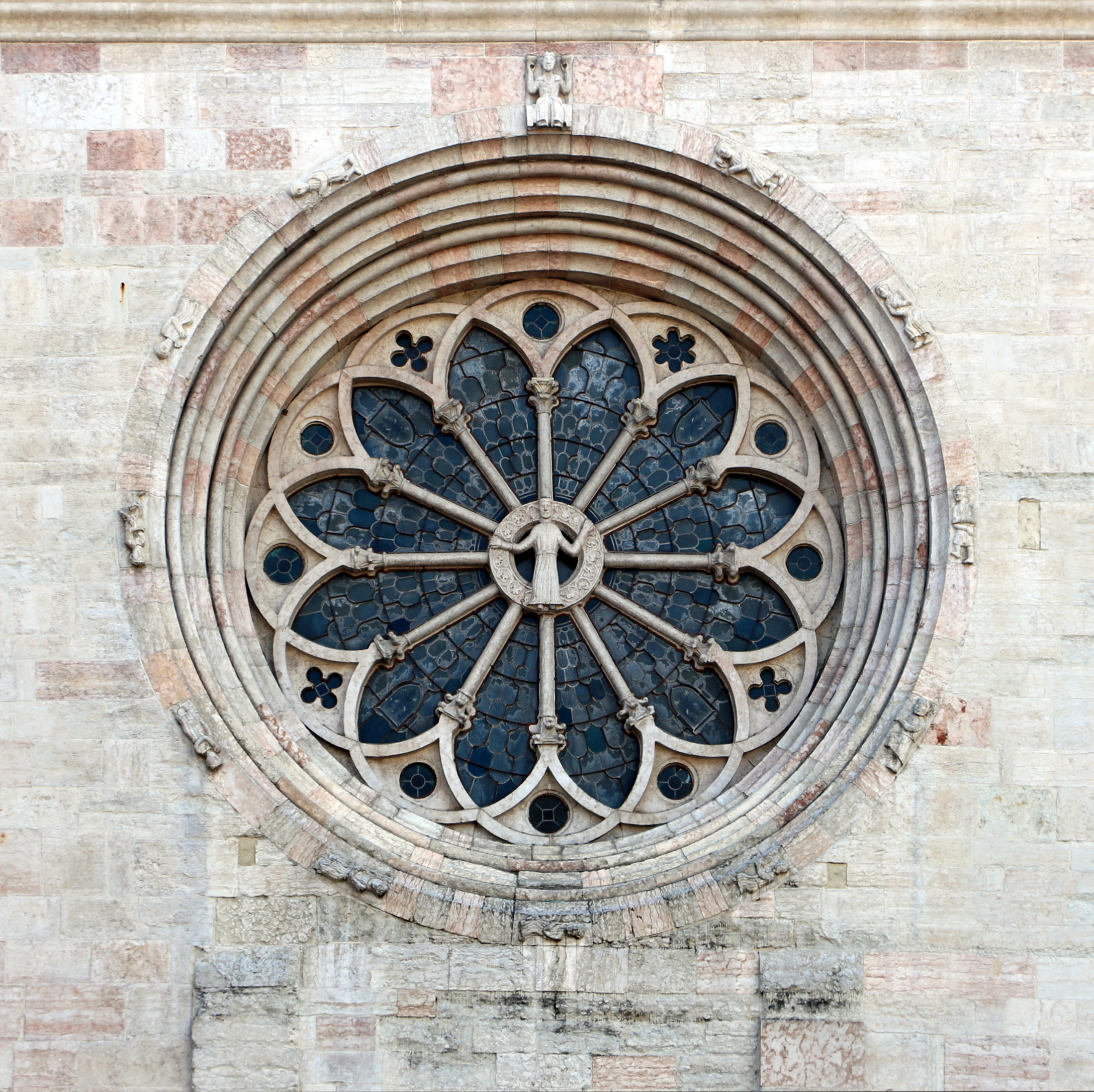
Rosette an der Nordfassade, auch als „Glücksrad“ bezeichnet

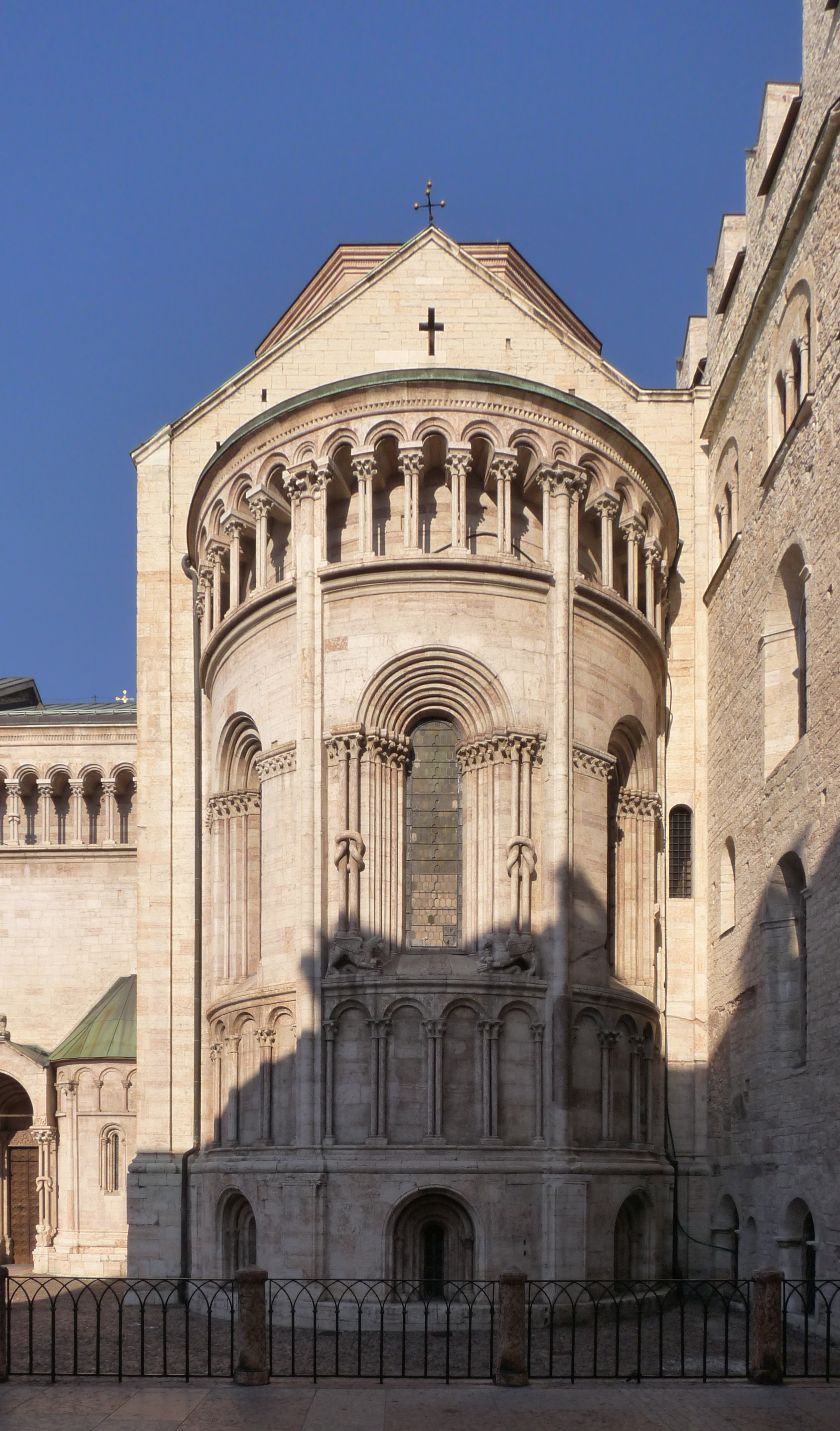
Ostfassade mit Apsis

Das Äußere des Doms von Trient ist noch durchgehend geprägt durch den romanisch-lombardischen Stil der Entstehungszeit im 13. und 14. Jahrhundert. Dieser Stil ist gekennzeichnet durch die Gliederung bzw. Gestaltung der Außenwände von Apsis, Glockenturm und Fassade durch Blendarkaden, Pilaster oder Lisenen und Bogenfriese. Ganz besonders hervorzuheben sind die – manchmal frei stehenden – Türme mit ihren nach oben hin immer zahlreicher werdenden Licht- und Schallöffnungen.
Die Nordseite, die den Domplatz begrenzt, zeichnet sich durch bemerkenswerte Details aus. An ihr befindet sich die Porta del Vescovo (Bischofsportal), so benannt, weil dieses Portal während des Tridentiner Konzils dem Zug der Bischöfe, die vom Schloss Buonconsiglio kamen, als Eingang diente. Das Tympanon des Portals zeigt Christus als Pantokrator mit plastischen Symbolen der vier Evangelisten.
Links des Portals beherbergt eine Nische die Madonna degli Annegati, eine Kopie der Figur aus dem 13. Jahrhundert.
Die in die Giebelseite des Querhauses eingebaute Fensterrose, die auch als „Glücksrad“ bezeichnet wird, erinnert wohl in allegorischer Form daran, dass das Schicksal des Menschen sich von einem auf den anderen Tag ändern kann.
Wesentlich schlichter zeigt sich hingegen die Südseite. Die Fassade wird durch einen Kirchturm dominiert (der zweite blieb unvollendet); in der Mitte befindet sich eine große Fensterrose, die erst gegen Ende des 18. Jahrhunderts angefertigt wurde.
Von besonderem Interesse ist die östliche, die apsidiale Seite, die die charakterisiert wird durch ein Säulenportal, die doppelte Anordnung von Winkelfenstern und den schmalen Glockenturm, der nach dem hl. Romedius benannt wurde, weil die Glocke nach einer Legende beim Tod des Heiligen von selbst zu läuten begonnen hatte.
Dieser schmale Glockenturm gehört zum zwischen Kathedrale und Bischofspalast liegenden Castelletto (deutsch: Schlösschen). Im Obergeschoss des Schlösschens befanden sich einst die unter Friedrich von Wangen im 13. Jahrhundert errichteten Privaträume des Fürstbischofs, heute ist hier der Domschatz des Diözesanmuseums ausgestellt. Darunter lag die eigentliche fürstbischöfliche Residenz, die über eine schmale Steintreppe mit den Privaträumen verbunden war. Von der Residenz aus, heute ebenfalls Teil des Diözesanmuseums, konnte sich der Bischof über eine an der Nordseite der Apsis gelegenen Loggia mit anschließender Steintreppe direkt in den Dom begeben. Während die Loggia im Rahmen eines Besuches im Diözesanmuseums begangen werden kann, sind von der ehemaligen Steintreppe nur noch Spuren erhalten geblieben. Ebenfalls Teil der Residenz war eine den Heiligen Blasius von Sebaste und Lucia von Syrakus im 11. Jahrhundert geweihte Kapelle, die als Hofkapelle fungierte und unter Bischof Giovanni Ludovico Madruzzo Ende des 16. Jahrhunderts zur Sakristei der Kathedrale umfunktioniert wurde.

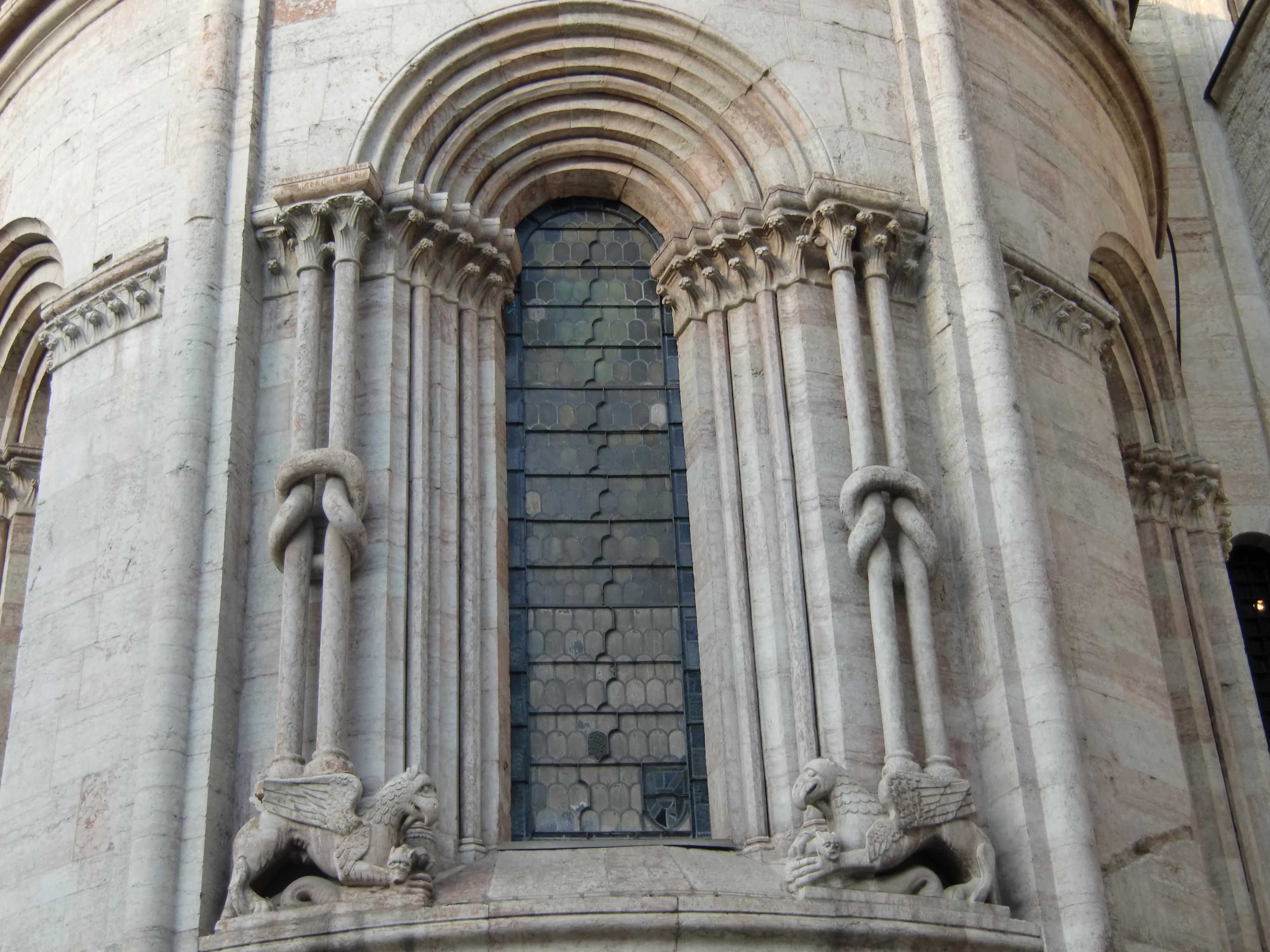
Fenster in der Apsis mit Knotensäulen und Fabelwesen
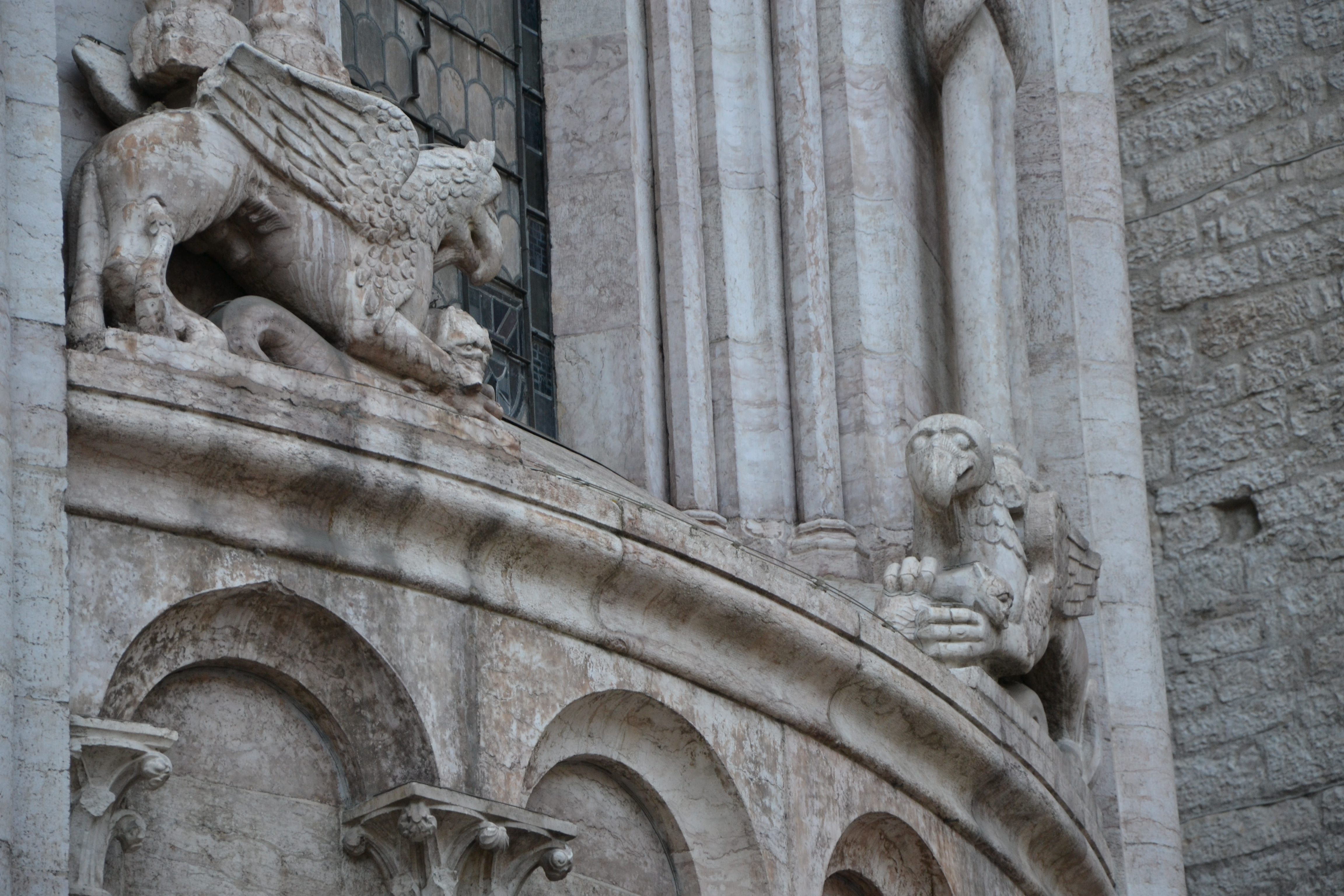
Außenseite der Apsis, Detail mit zwei Greifen
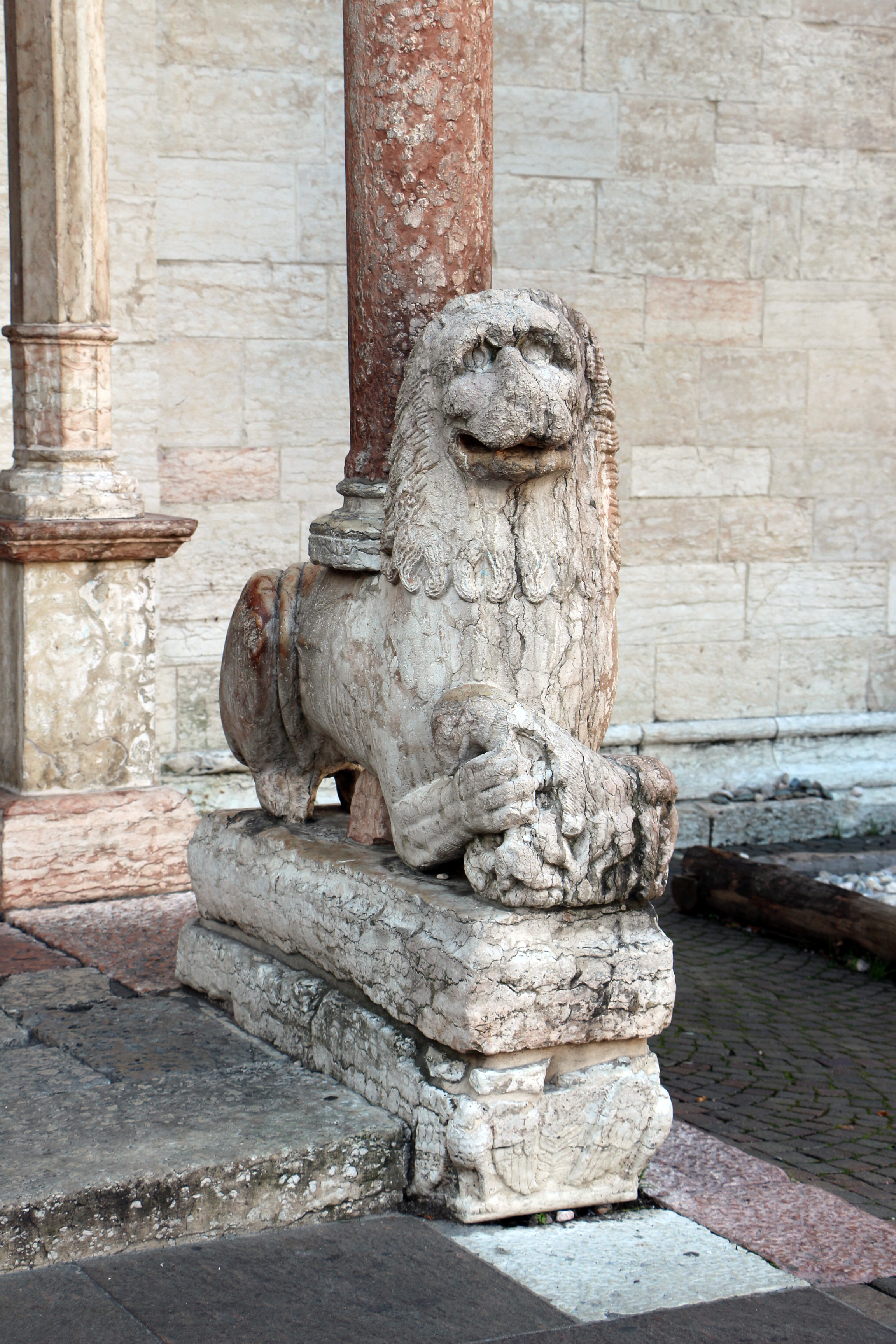
Säulentragender Löwe am Bischofsportal
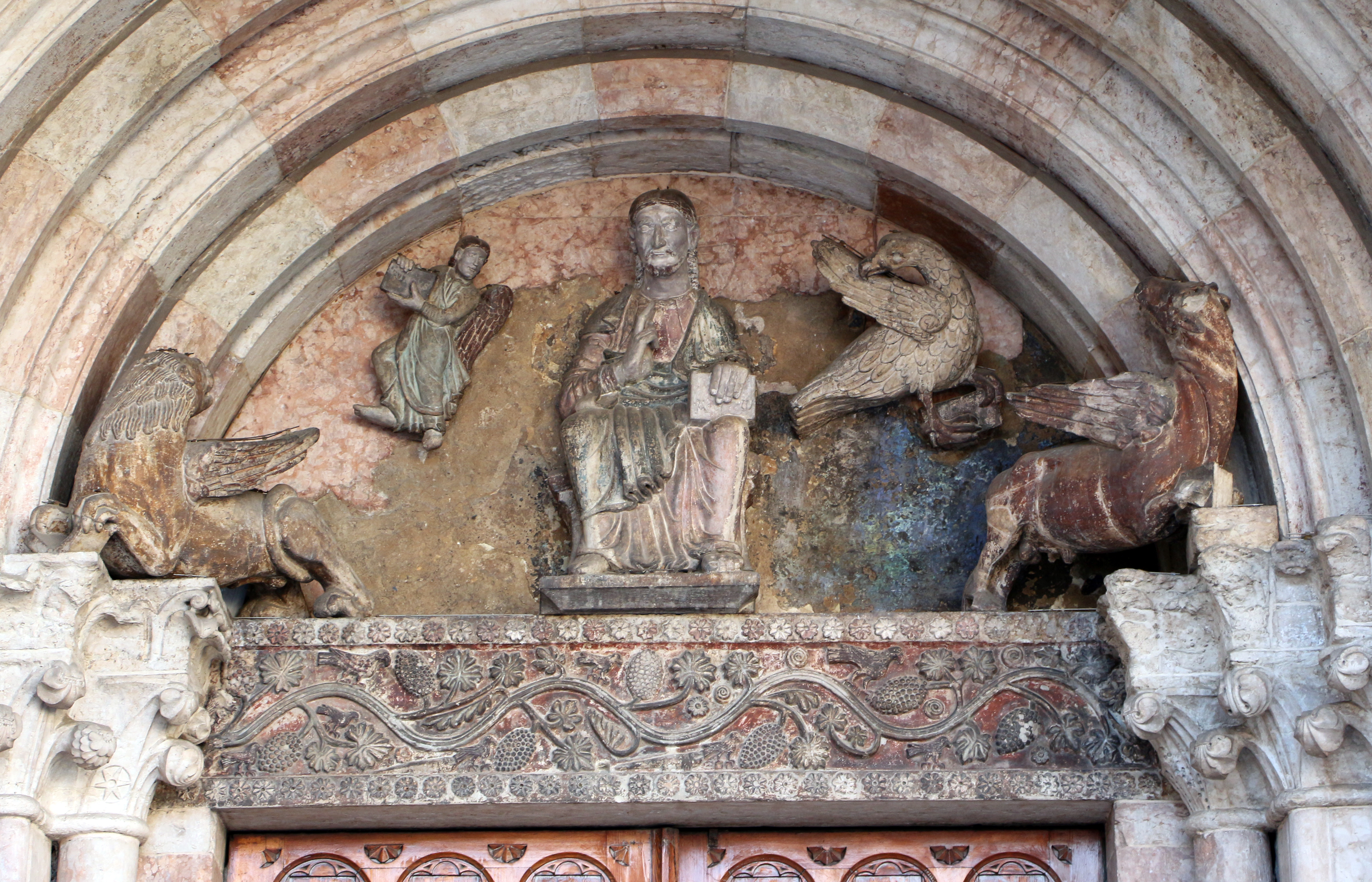
Tympanon des Bischofsportals mit Pantokrator
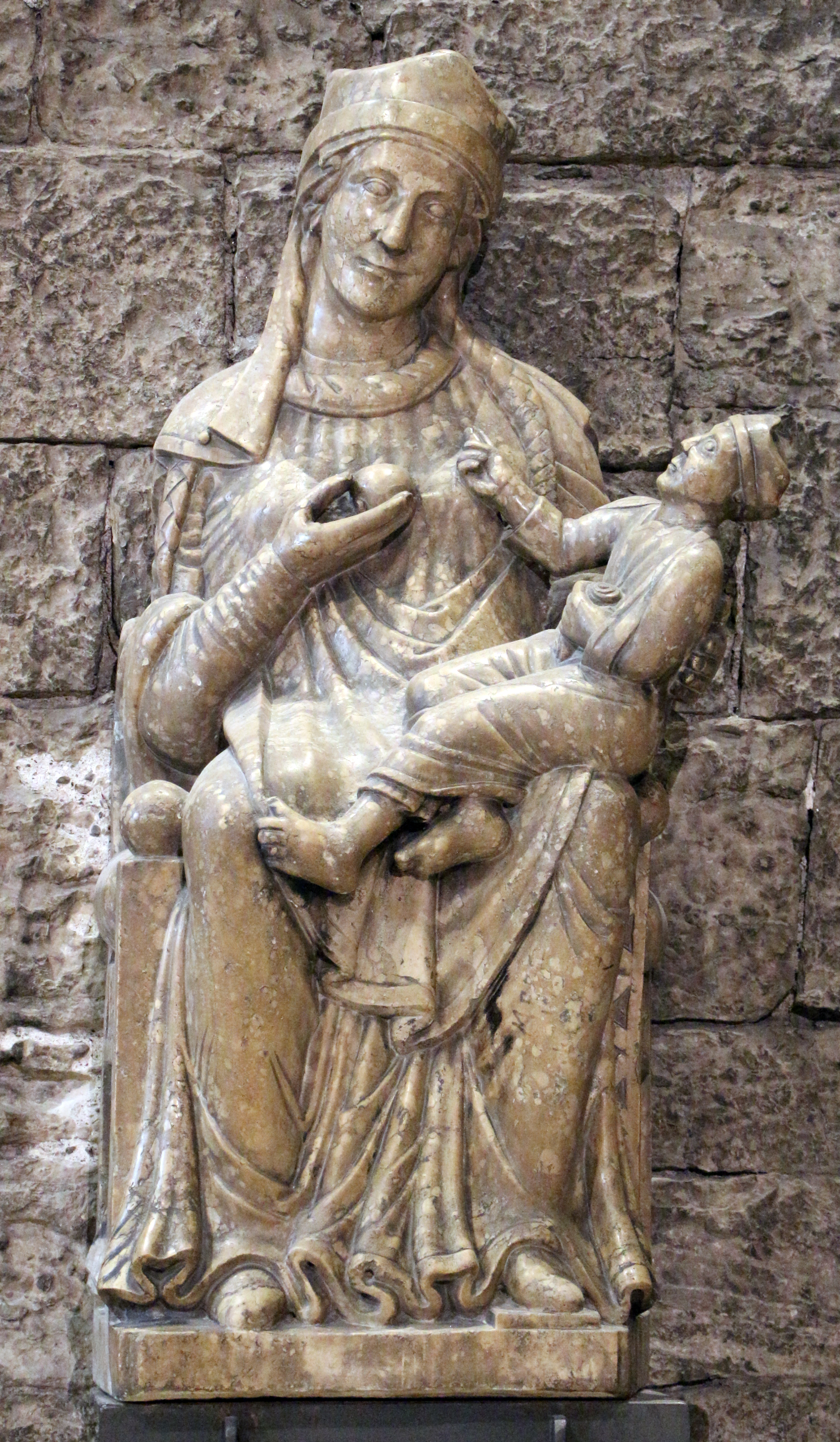
Madonna degli annegati, 13. Jahrhundert (Kopie)

### Innenraum

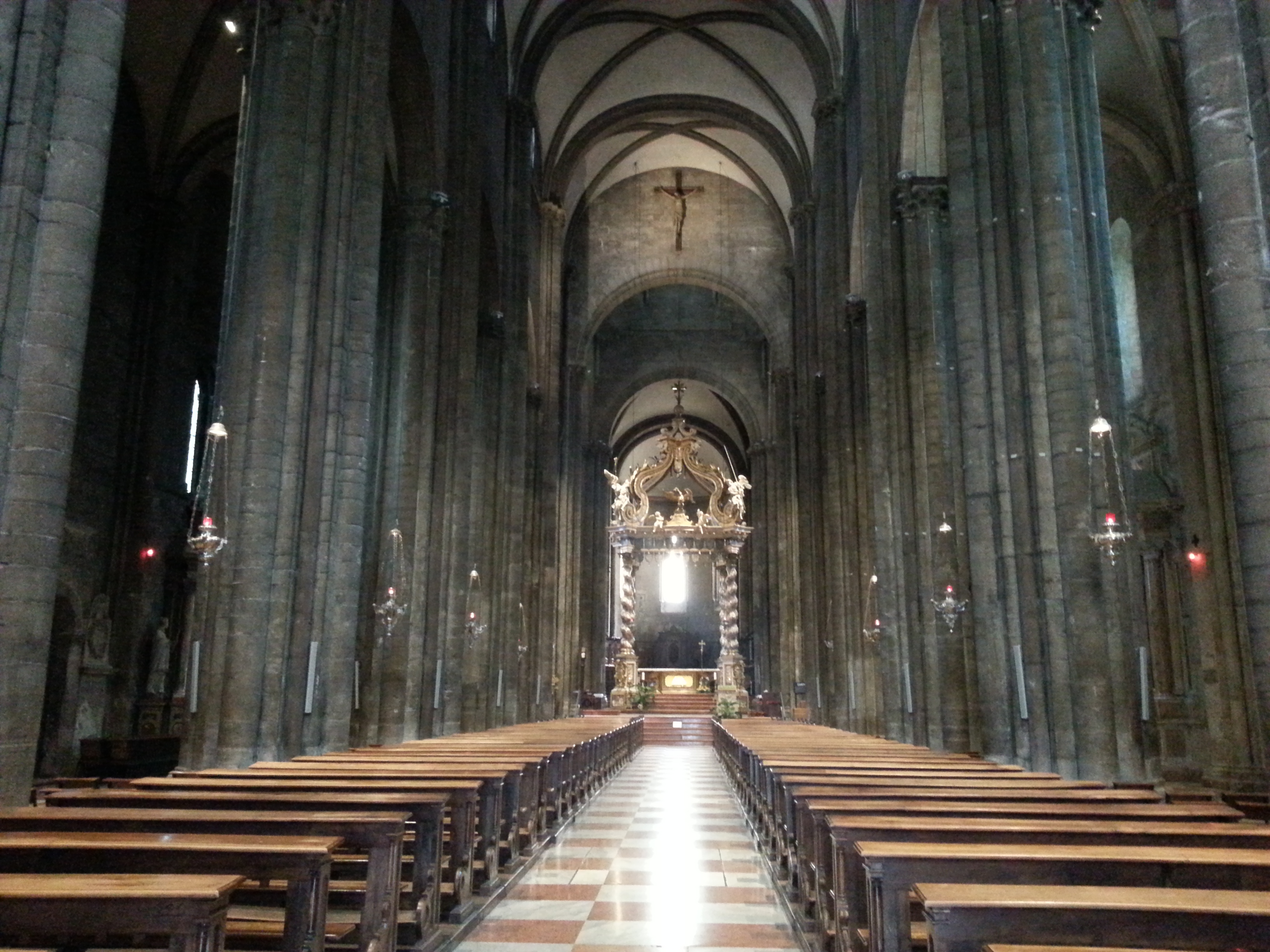
Inneres der Kathedrale gen Osten

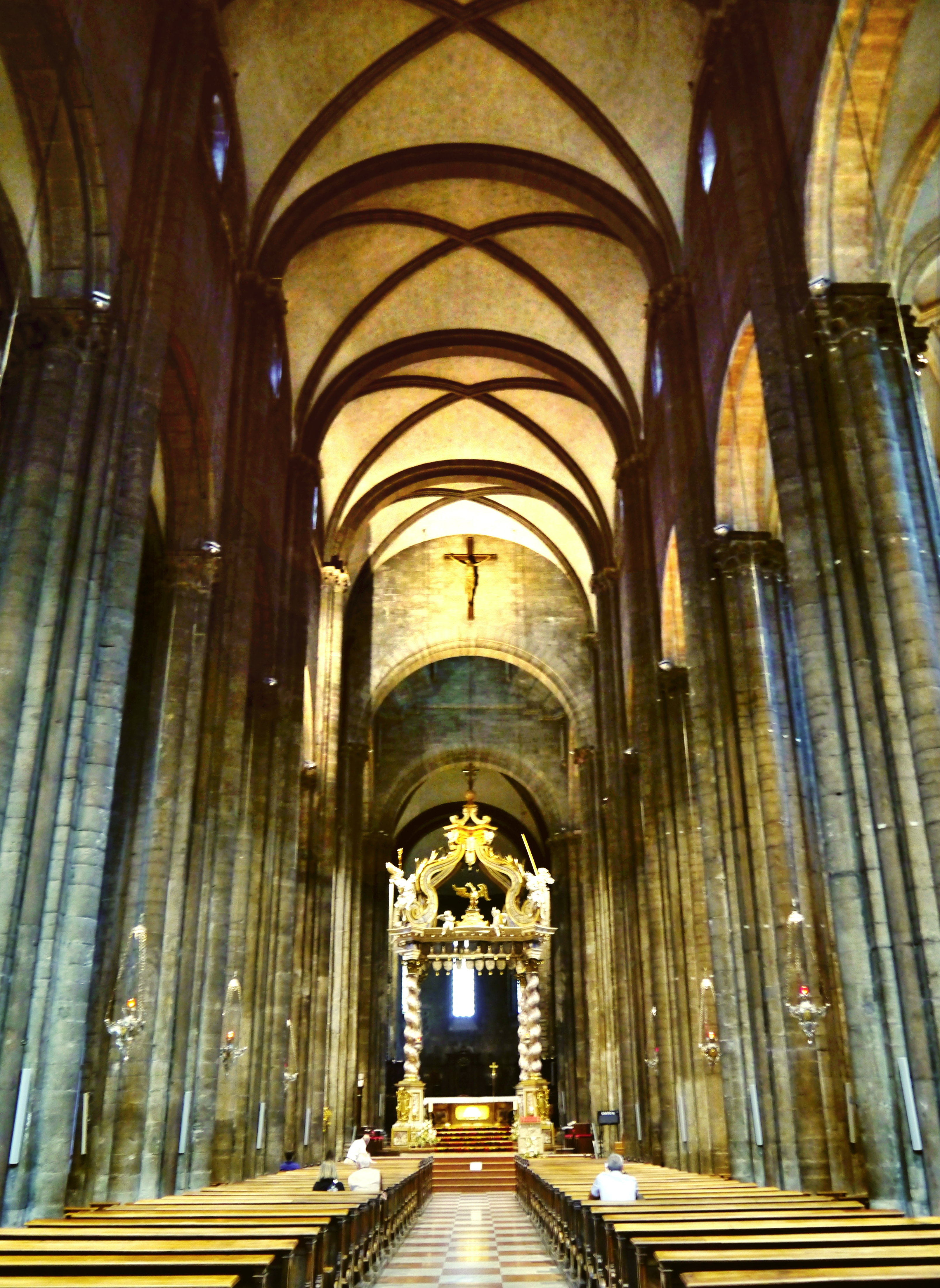
Mittelschiff

Der Innenraum des Doms wirkt durch die enorme Höhe und die Länge des Mittelschiffs, die durch das lange Presbyterium verstärkt wird, relativ groß.
Der Hochaltar wird von einem barocken Baldachin überspannt. Er wurde Mitte des 18. Jahrhunderts errichtet, als Erfüllung eines Gelübdes, das die Stadtbevölkerung während der französischen Belagerung im Jahr 1703 im Zuge des spanischen Erbfolgekrieges abgelegt hatte. Im Hochaltar wird die Urne mit den Reliquien des Heiligen Vigilius aufbewahrt.
Vom südlichen Kirchenschiff zweigt die Kreuzkapelle von 1682 ab, die das große Kreuz beherbergt, vor dem am 4. Dezember 1563 nach Beendigung des Konzils die Dekrete der Gegenreformation verkündet wurden.

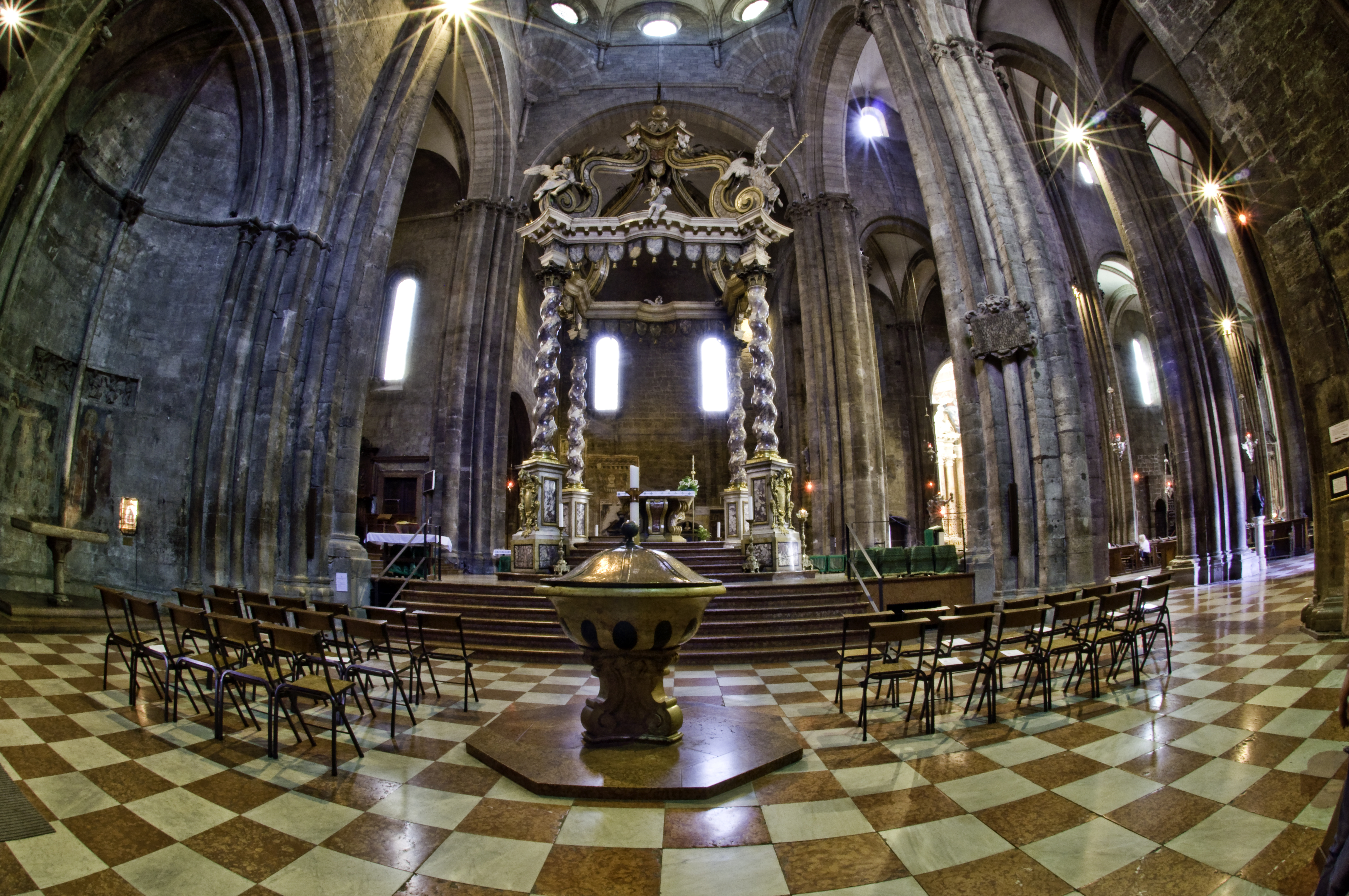
Der barocke Baldachin über dem Hochaltar
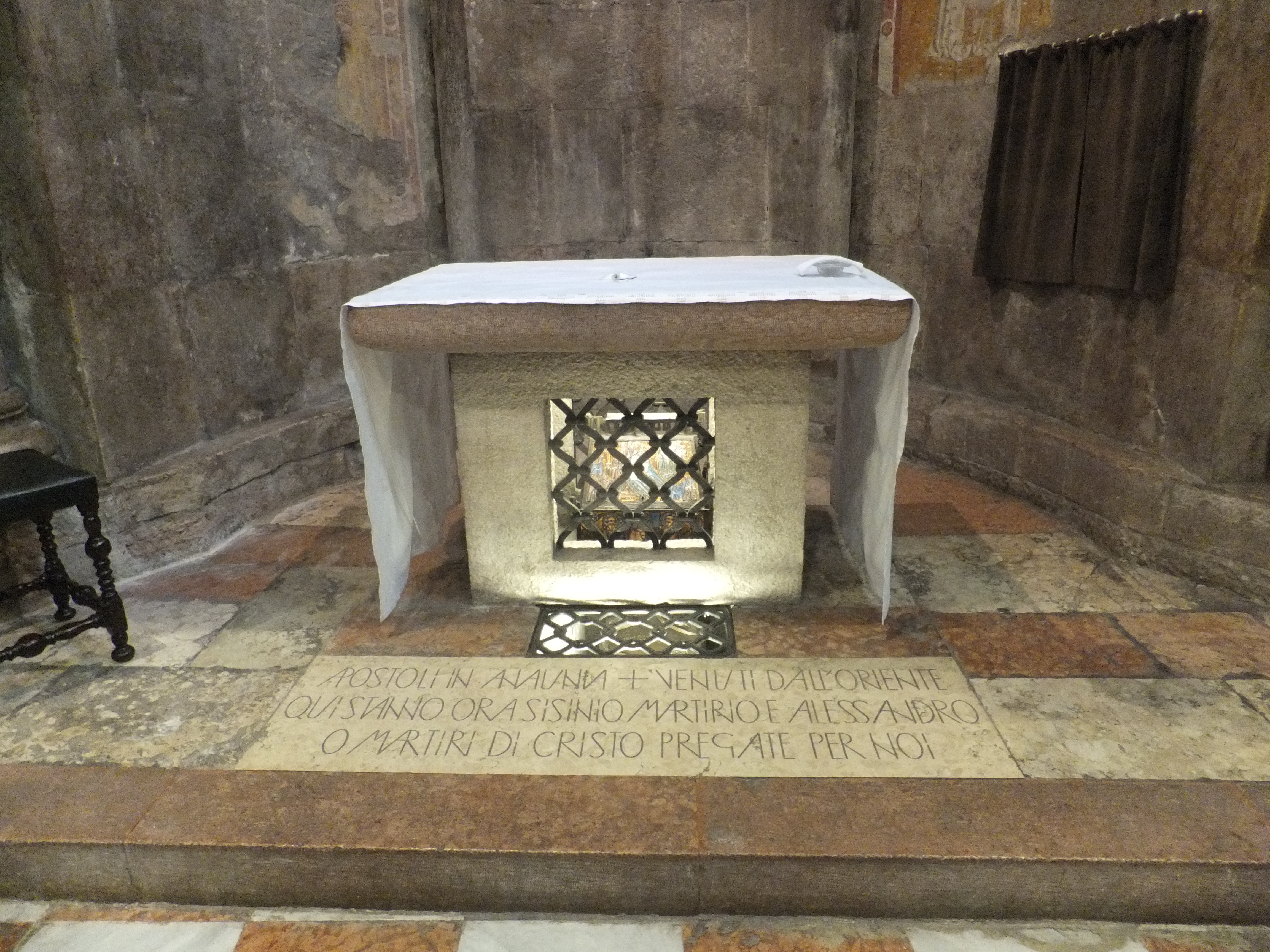
Altar mit den Gebeinen der Märtyrer
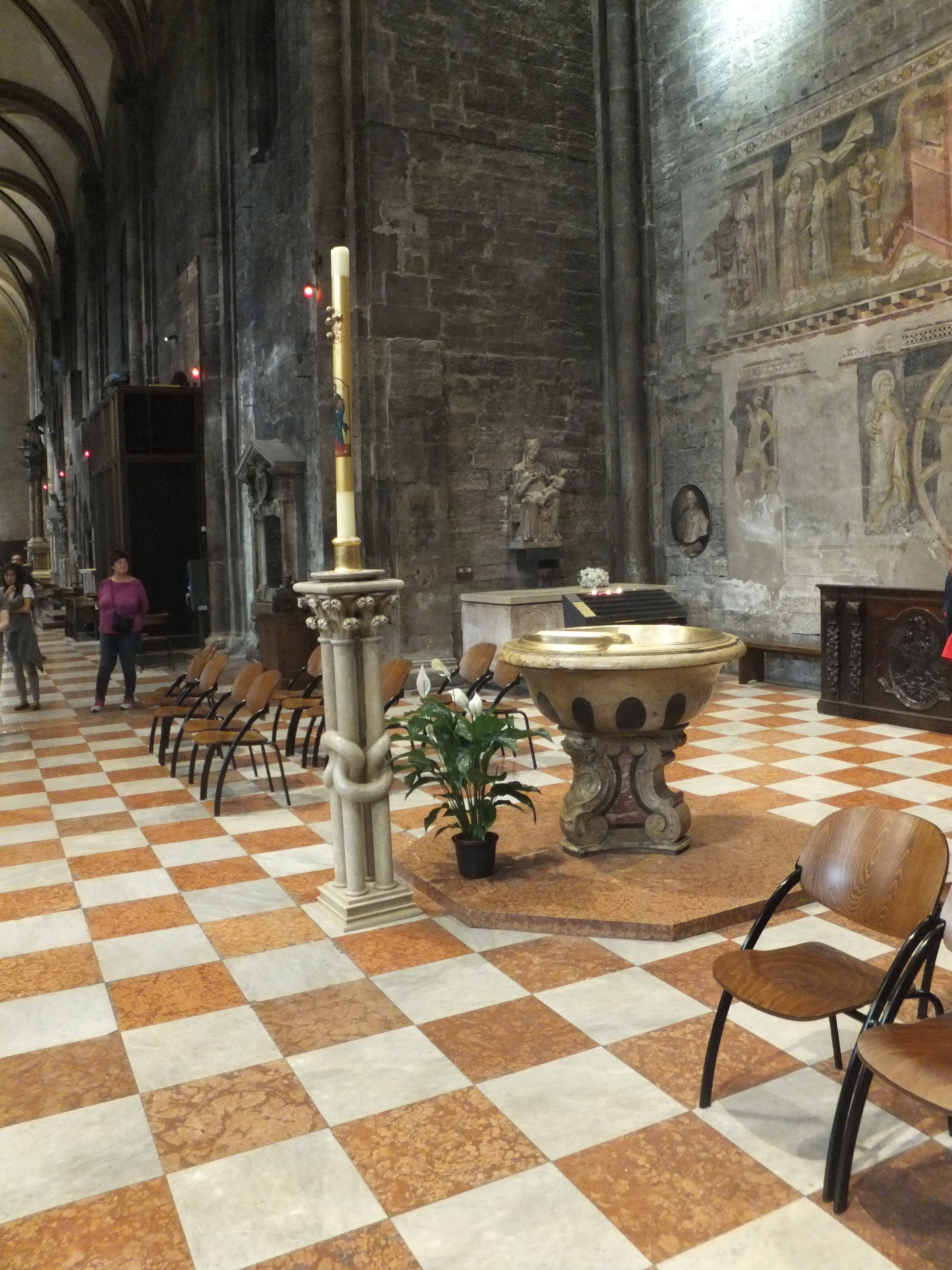
Taufbecken mit Osterkerze
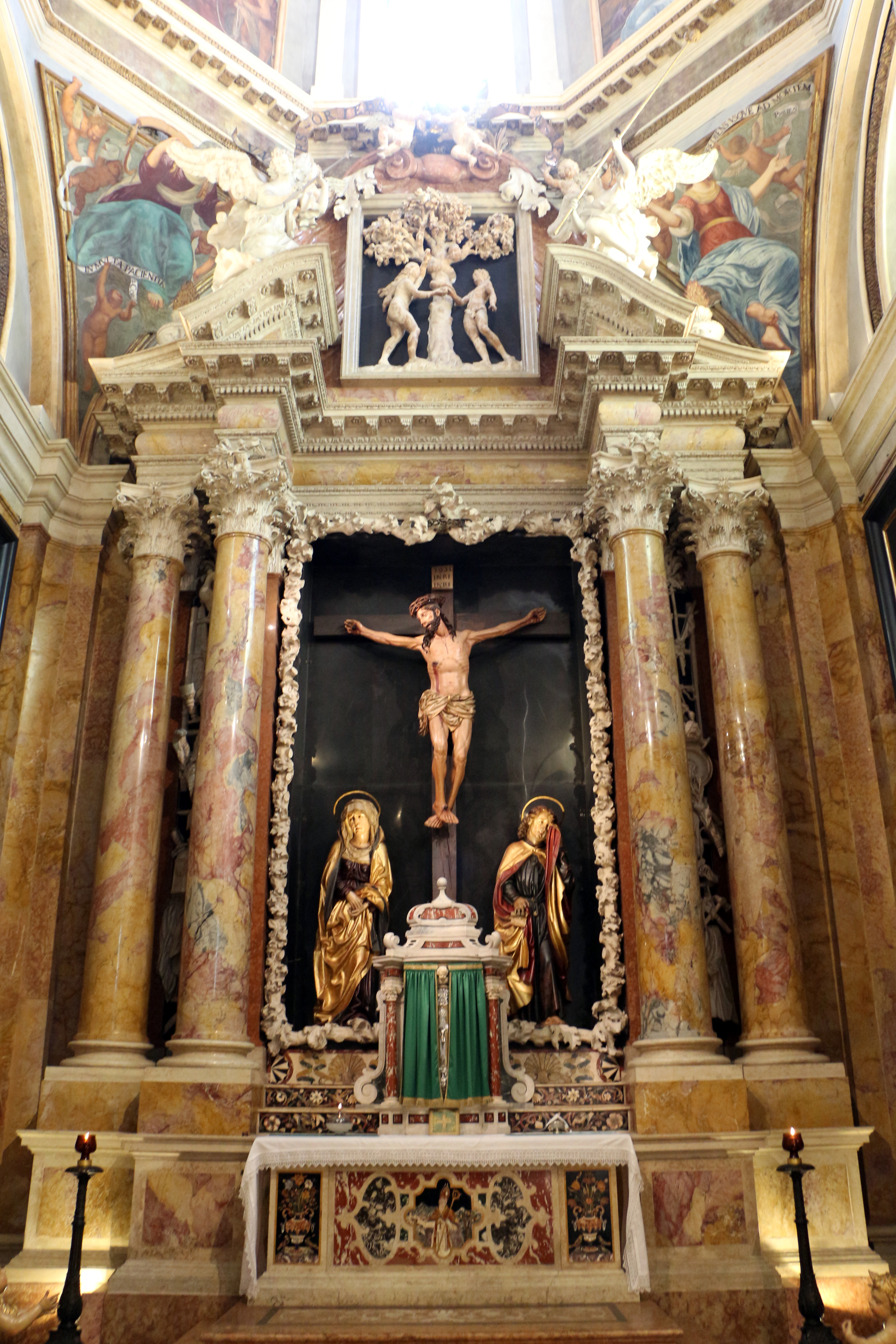
Altar der Kreuzkapelle
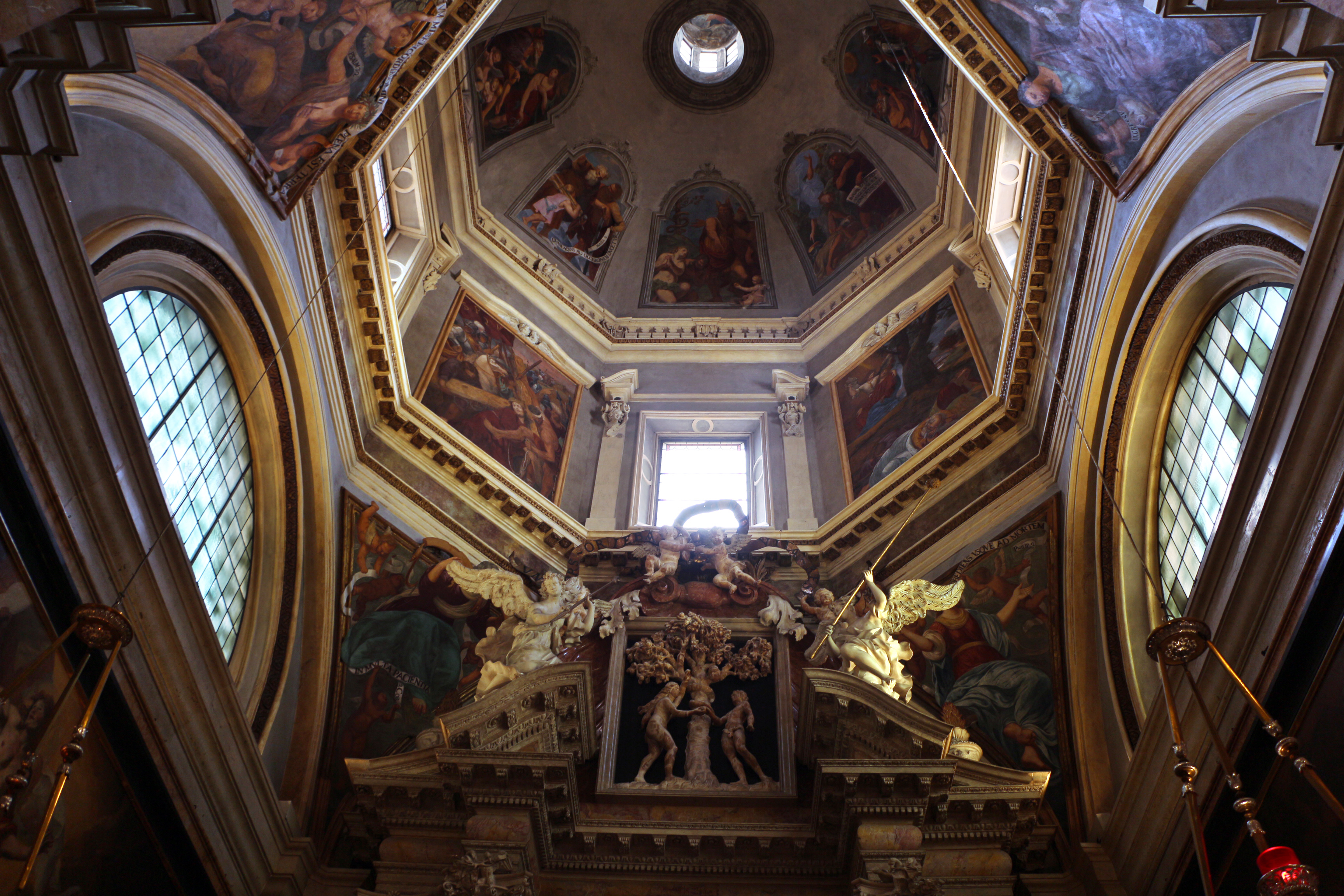
Kreuzkapelle, Kuppel
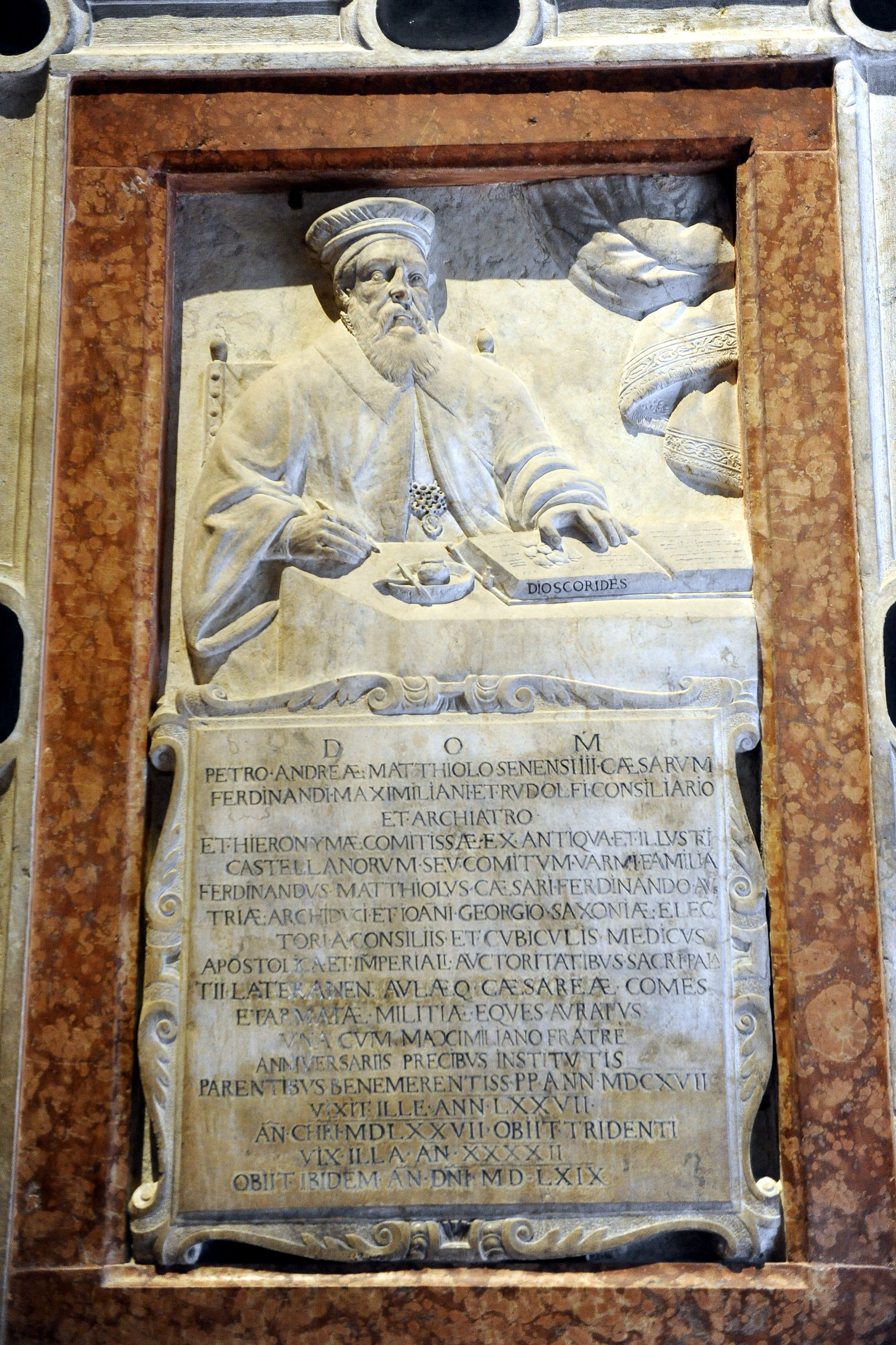
Grabdenkmal für Pietro Andrea Mattioli
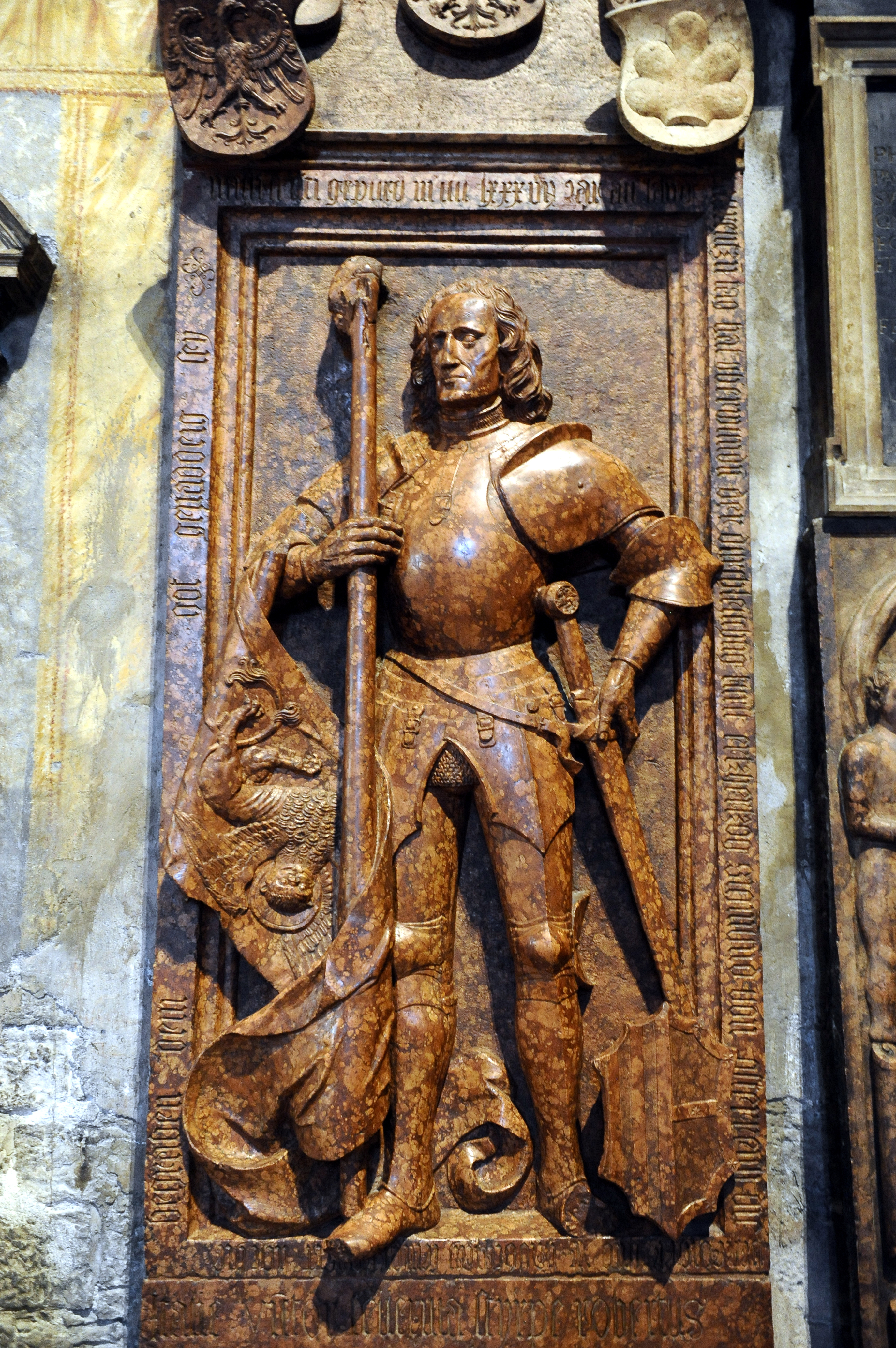
Grabdenkmal für den in der Schlacht bei Calliano gefallenen Roberto Sanseverino

#### Fresken

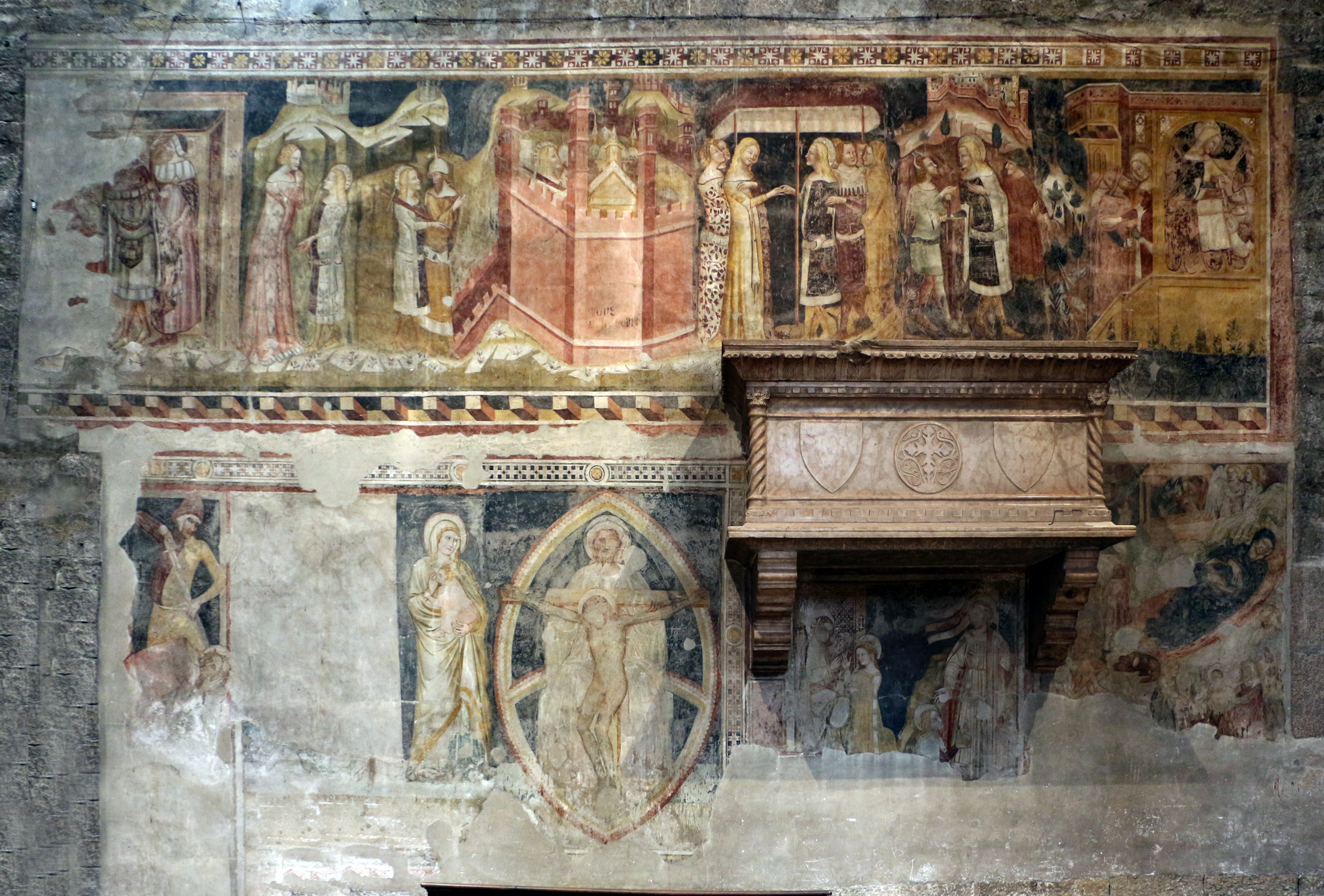
Fresken an der Nordwand des Querschiffs

Die zwischen dem 13. und 15. Jahrhundert gemalten Fresken werden Malern der venetischen, lombardischen und spätgotischen Schulen zugeschrieben. Die Motive sind klassische Themen der christlichen Ikonografie.
Die Fresken an der Nordwand des Querschiffs sind in zwei Ebenen unterteilt. Die Obere zeigt Szenen aus der Legende des hl. Julianus Hospitator. In der unteren Ebene sind von links nach rechts die Enthauptung Johannes’ des Täufers, eine Maria lactans, ein Gnadenstuhl, Katharina von Alexandrien, Maria Magdalena und die Geburt Jesu dargestellt.

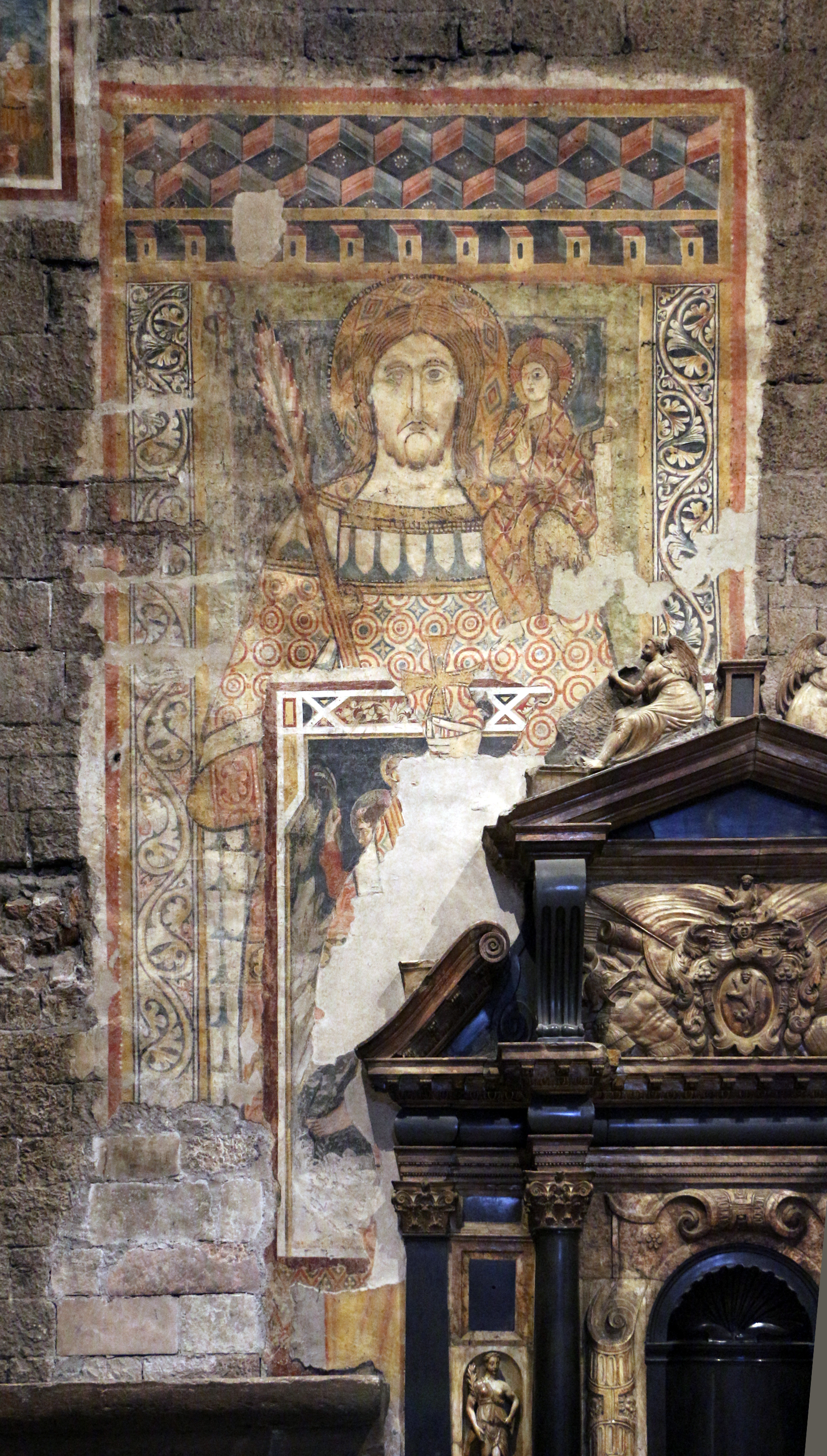
Reste eines Christophorus-Freskos
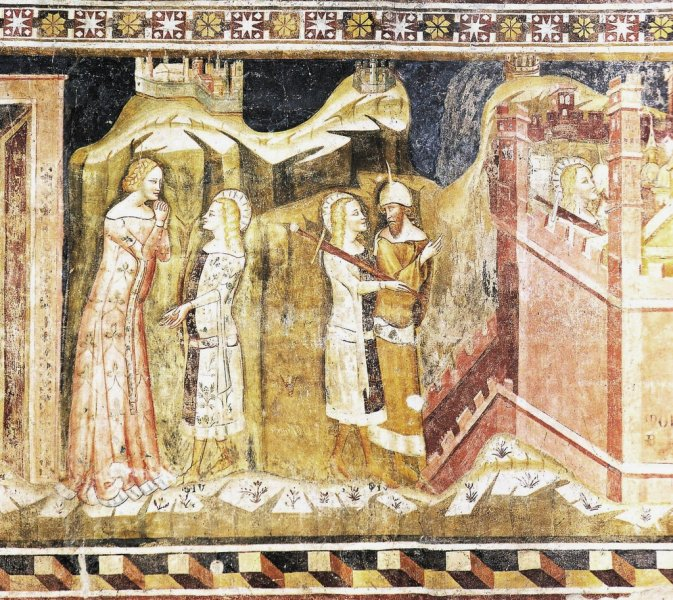
Legende des hl. Julianus, Detail
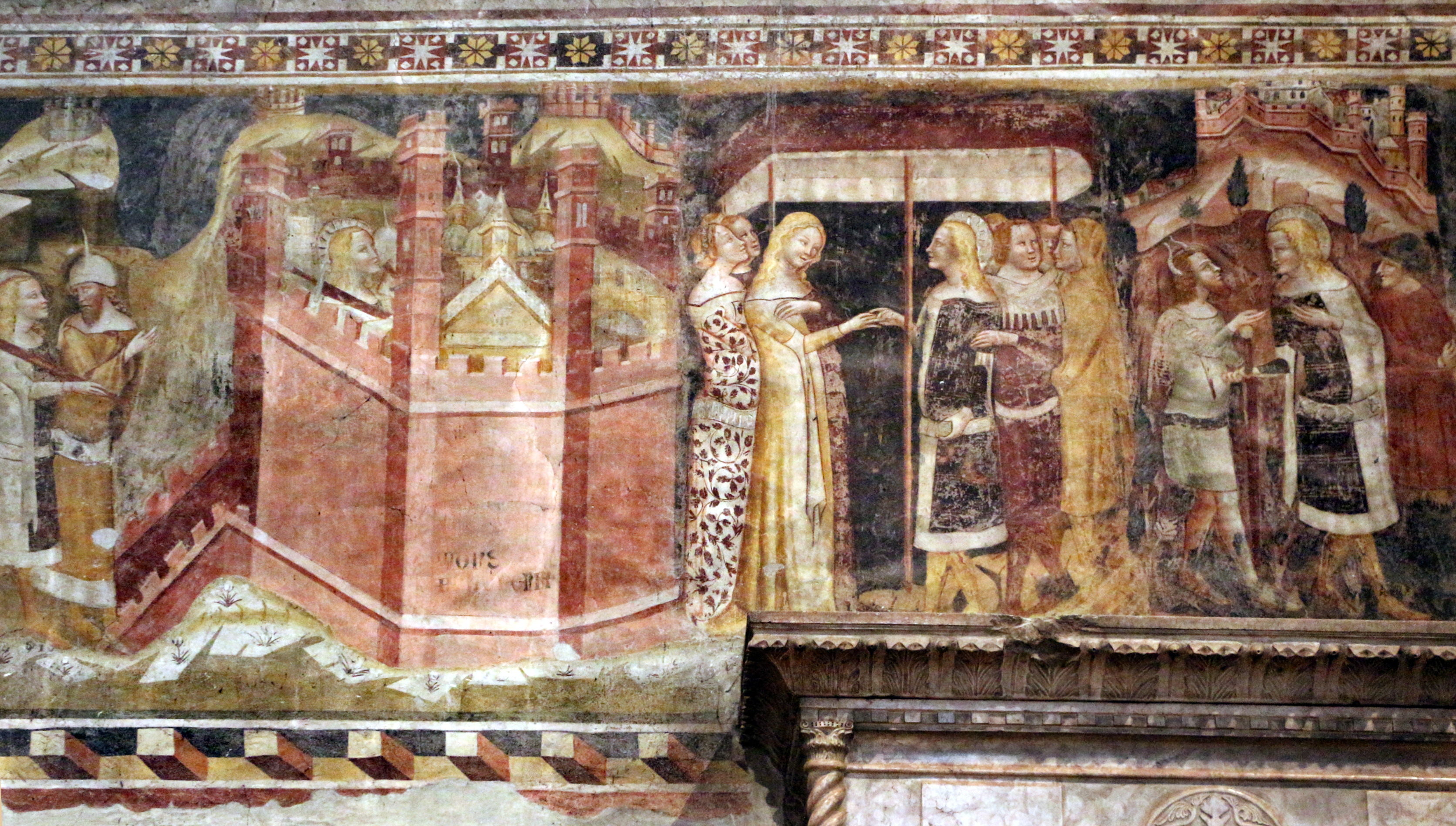
Legende des hl. Julianus Detail

## Glocken
Der Glockenturm der Kathedrale beherbergt ein kostbares Geläut von acht Glocken, das die gesamte Oktave einer diatonischen Tonleiter abdeckt. Sechs der Glocken wurden in den 1920er Jahren von der Gießerei Luigi Colbacchini in Trient gegossen und von der Stadt Mantua gespendet: die erste, zweite, dritte, fünfte, sechste und achte Glocke (as0, b0, c1, es1, f1, as1).
Dazu kamen im Jahre 1955 zwei weitere Glocken aus der Gießerei von Luigi Cavadini aus Verona. Diese Glocken wurden entworfen, um die vierten und siebten fehlenden Glieder zur Vollendung der größten diatonischen Skala zu ergänzen. Somit ist die Gesamttonfolge heute: as0, b0, c1, des1, es1, f1, g1, as1. Die große Glocke hat dabei ein Gewicht von rund 3300 kg.
Die Glocken der nahe gelegenen Kirche Santa Maria Maggiore wurden ein Jahr nach den Glocken der Kathedrale gegossen. Die beiden Geläute der Glocken, die aus derselben Gießerei stammen, harmonieren sehr gut zusammen, wenn sie gemeinsam erklingen. Das Plenum, also der Klang aller Glocken, ist nur für die größeren Feiertage reserviert.